# أرشيبالد بيشوب
أرشيبالد بيشوب هو سياسي كندي، ولد في 6 سبتمبر 1829، وتوفي في 1901. انتخب عضو برلمان مقاطعة أونتاريو.